# Grafrechten
Grafrechten zijn persoonsgebonden rechten om te worden begraven in een graf op een vastgelegde locatie op een begraafplaats. Grafrechten worden verleend voor een bepaalde periode of voor onbepaalde tijd. Ze kunnen betrekking hebben op een algemeen graf of op een particulier graf. In een graf mogen maximaal drie personen begraven worden. Bij een algemeen graf bepaalt de beheerder van de begraafplaats op welke plek en met welke andere personen een overledene wordt begraven. Bij een particulier graf kan de rechthebbende zelf de plek kiezen en bepalen wie eventueel in hetzelfde graf kan worden bijgezet.

## Soorten grafrechten
Er zijn twee soorten grafrechten te onderscheiden:
1. Het recht op het gebruik van (een deel van) een algemene grafruimte. Dit wordt afgegeven voor een periode van 10 jaar, voor een graf waar meerdere overledenen in begraven zijn, die vaak vreemden van elkaar zijn.
2. Het uitsluitend recht op het gebruik van een particulier graf. De rechten hiervoor zijn voor minstens 10 jaar geldig, en de eigenaar van de grafrechten bepaalt dan wie er in het graf begraven mogen worden. Het gebruiksrecht wordt vastgelegd in een grafakte.

## Verlengen particulier graf
Bij een particulier graf geldt een bepaalde tijd van minstens 10 jaar, die telkens met 10 jaar kan worden verlengd. De begraafplaats kan echter zelf bepalen voor welke periode die verlenging geldt. De wettelijk minimale verlenging is 5 jaar; de maximale is 20 jaar. De begraafplaats brengt u bij het verlopen van een particulier graf op de hoogte van het aflopen van de termijn. Mocht de rechthebbende, of de contactgegevens van de rechthebbende onbekend zijn, wordt het verlopen van de termijn door de begraafplaats aangekondigd via een informatiebord bij de ingang van de begraafplaats of bij het specifieke graf zelf.
Bij algemene graven, waar geen sprake is van een rechthebbende, is bekendmaking niet verplicht.

## Kosten
De kosten voor de grafrechten worden bij een gemeentelijke begraafplaats betaald aan de gemeente. Bij bijzondere begraafplaatsen worden deze betaald aan de houder van de begraafplaats, bijvoorbeeld een kerkelijke organisatie. De kosten van grafrechten verschillen per begraafplaats. In Nederland loopt de hoogte hiervan uiteen. De grafrechten zijn inclusief onderhoudskosten en andere onvermijdbare kosten, maar exclusief de kosten voor de uitvaart.